# José Luis Fontenla
José Luis Fontenla Rodrígues (Pontevedra, 9 de febrero de 1944-29 de junio de 2025) fue un escritor, poeta y pintor español, que utilizó en su obra literaria la lengua portuguesa. Residió en Portugal (Valença do Minho y Viana do Castelo) desde 1992. Utilizó varios seudónimos: João Padrão, Luís Roïz, Antonio Eirinha, etc. Sus obras han sido traducidas a varios idiomas, entre ellos hebreo, japonés, ruso, rumano, inglés, etc.

## Obra literaria

### Poesía
- Sememas (Antologia Poética) (Braga, 1990), con el pseudónimo de João Padrão.
- Tempo Terra khronos kai kairós (Antologia Poética) (Braga, 1992), con el mismo pseudónimo.
- Poemas de Paris e Outros Poemas (Braga,1985), como José Luis Fontenla.
- A Mátria da Palavra (Antologia de Poetas Galego-Lusófonos (Braga, 1990), como José Luis Fontenla y João Padrão.
- "A ansiedade da influência-um poeta apresenta-se", en Antologia de Poesía Lusófona (Braga,1994), como João Padrão.
- Poemas Lusófonos.Carpe litteraturam (Braga,1997), como João Padrão y Luis Roïz.
- Poemas para Cynara.(Non sum qualis eram bonae sub regno Cynarae) (Braga,2000), como João Padrão.
- Sem título, Fragmentos sem nome y Metamorfose(s) (Braga, 2005), como João Padrão. Trilogía de libros de poesía.
- Cadernos de Poesía do Clube Pickwick, como João Padrão, publicados desde 2000 a 2005.

### Teatro
- Ítaca e outras peças de teatro (Braga,1989), como João Padrão.

## Otras actividades
Es director de las revistas Lusofonía Nós, Cadernos do Povo y Temas do ensino de lingüística, sociolingüística e literatura. Preside las "Irmandades da Fala da Galiza e Portugal", la "Comissao Galega do Acordo Ortográfico da Língua portuguesa", el "Conselho Internacional da Lusofonia" y los "Círculos Republicanos Lusófonos". Es delegado de la "Sociedade da Língua portuguesa", miembro investigador de CELB ("Centro de Estudos Luso-Brasileiros") de la Universidad de San Petersburgo de la que tiene concedida ,como única personalidad extranjera, la Medalla Conmemorativa de la Facultad de Letras "275 Años de la Universidad de S.Petersburgo". Premio Ensaio de Convivio, Guimaraes, Portugal, etc. Es socio de la "Associaçao Galega de Escritores" , del Círculo Cultural "Miguel Torga" y de la "Associaçao de Divulgaçao da obra de Teixeira de Pascoaes Marânus".